# Цвіркач зелений
Цвірка́ч зелений (Camaroptera brachyura) — вид горобцеподібних птахів родини тамікових (Cisticolidae). Мешкає в Східній і Південній Африці.

## Опис
Довжина птаха станеовить 11,5 см. Виду не притаманний статевий диморфізм. Голова сіра, верхня частина тіла зелена, крила оливково-зелені. Нижня частина тіла сірувата. У молодих птахів грудя жовтуваті.

## Підвиди
Виділяють п'ять підвидів:
- C. b. pileata Reichenow, 1891 — від південно-східної Кенії до південно-східної Танзанії;
- C. b. fugglescouchmani Moreau, 1939 — північно-східна Замбія, північне Малаві, східна Танзанія;
- C. b. bororensis Gunning & Roberts, 1911 — південна Танзанія, південне Малаві, північний Мозамбік;
- C. b. constans Clancey, 1952 — південно-східне Зімбабве, південний Мозамбік, північний схід ПАР;
- C. b. brachyura (Vieillot, 1821) — південь і схід ПАР.

Сіробокий цвіркач іноді вважається конспецифічним із зеленим цвіркачем.

## Поширення і екологія
Зелені цвіркачі поширені в Кенії, Танзанії, Замбії, Малаві, Мозамбіку, Есватіні і ПАР. Вони живуть в різноманітних природних середовищах, зокрема в саванах, тропічних лісах, чагарникових заростях, водно-болотних угіддях, пустелях, парках і садах. Зустрічаються на висоті до 2200 м над рівнем моря. Живляться комахами. Гніздо робиться з листя і трави, в кладці 2 яйця.